# 吕尼永
吕尼永（法語：L'Union，法語發音：[lynjɔ̃] ⓘ）是法国上加龙省的一个市镇，位于该省北部，属于图卢兹区，也是图卢兹都市圈的一部分。

## 地理
吕尼永（43°39'23"N, 1°29'4"E）面积6.77 平方千米，位于法国奧克西塔尼大區上加龙省，该省份为法国西南部内陆省份，西南端与西班牙接壤，自此顺时针与上比利牛斯省、热尔省、塔恩-加龙省、塔恩省、奥德省和阿列日省接壤。
与吕尼永接壤的市镇（或旧市镇、城区）包括：圣热涅斯贝勒维、巴尔马、洛纳盖、蒙拉贝、圣让、圖盧茲。

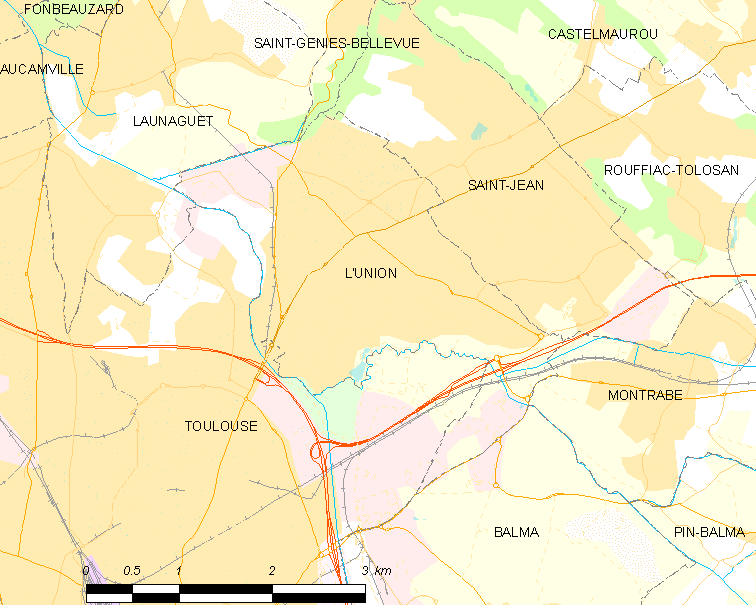
吕尼永的OSM定位图

吕尼永的时区为UTC+01:00、UTC+02:00（夏令时）。

## 行政
吕尼永的邮政编码为31240，INSEE市镇编码为31561。

## 政治
吕尼永所属的省级选区为图卢兹第九县。

## 人口

1962-2008年间吕尼永人口变化图示

吕尼永于2022年1月1日时的人口数量为12410人。

## 图集

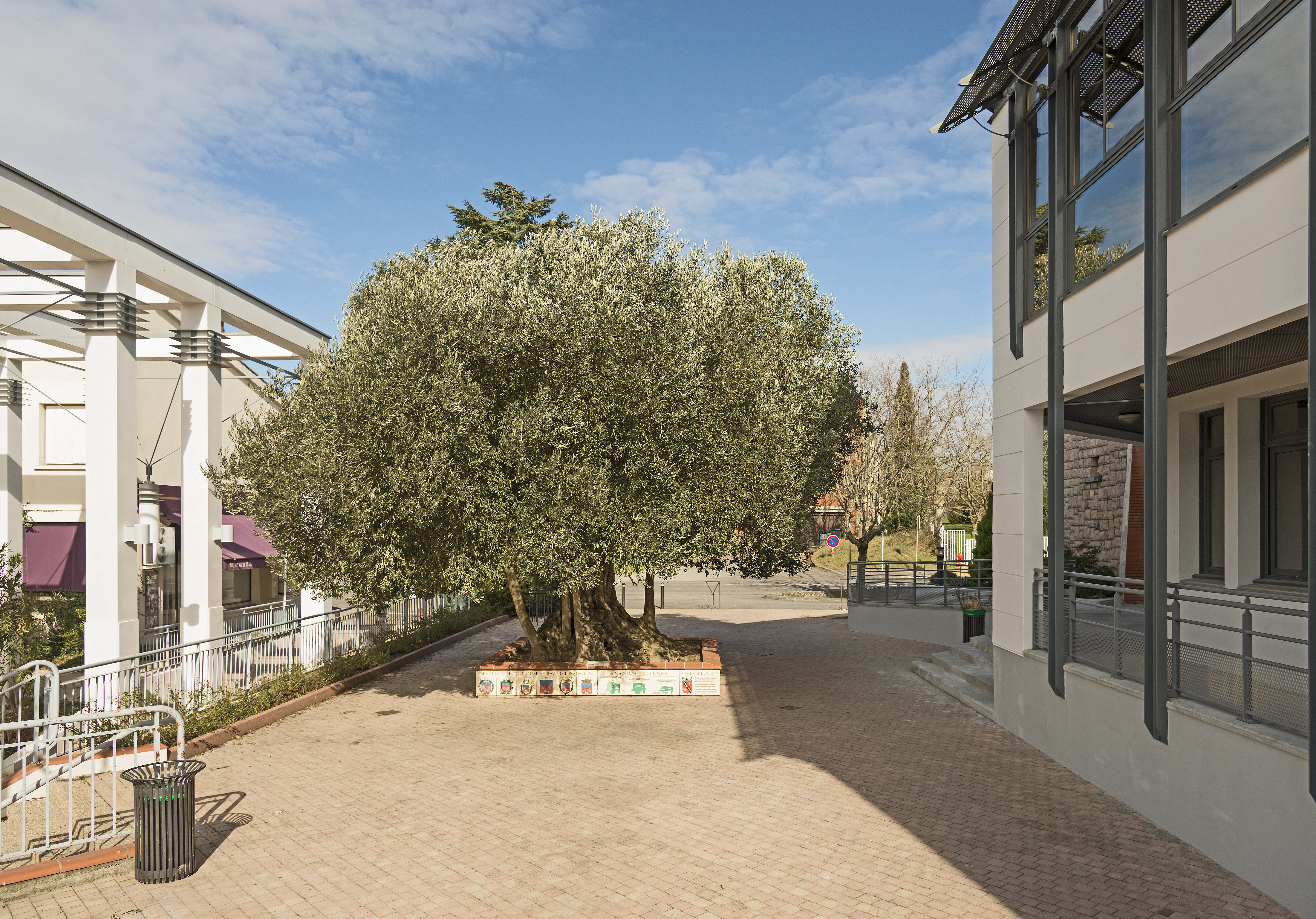
千年橄欖樹
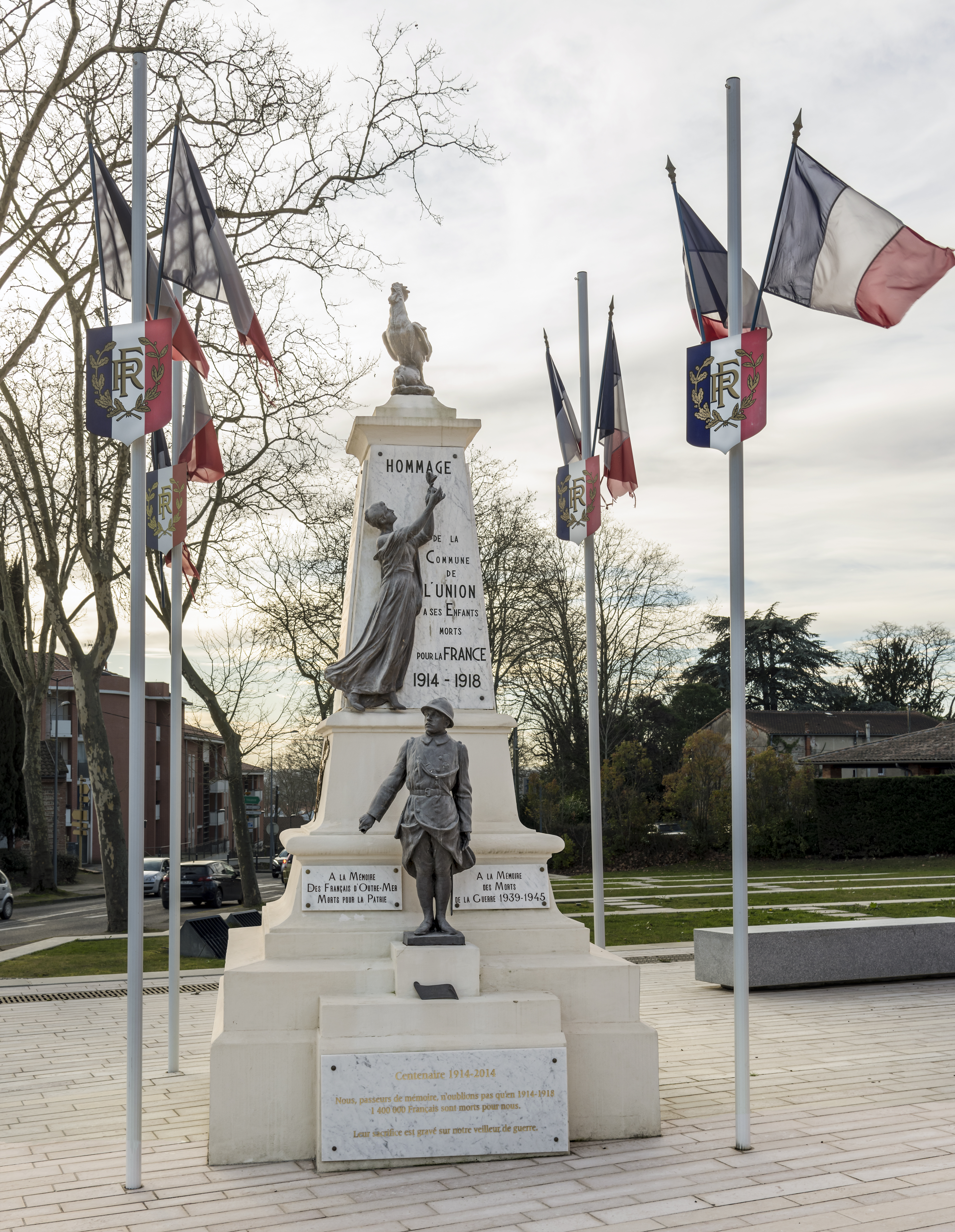
战争纪念碑
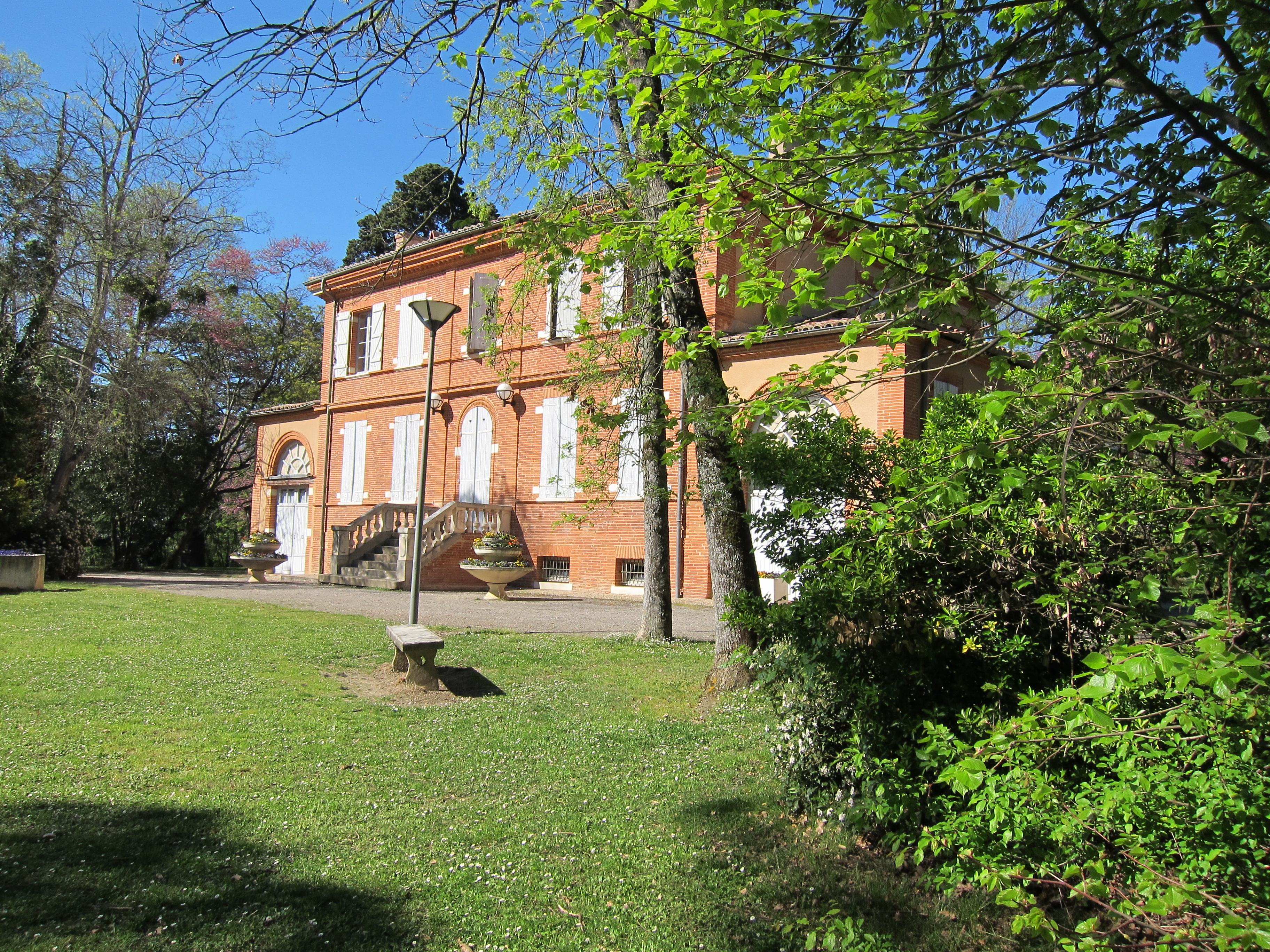
馬爾帕加城堡
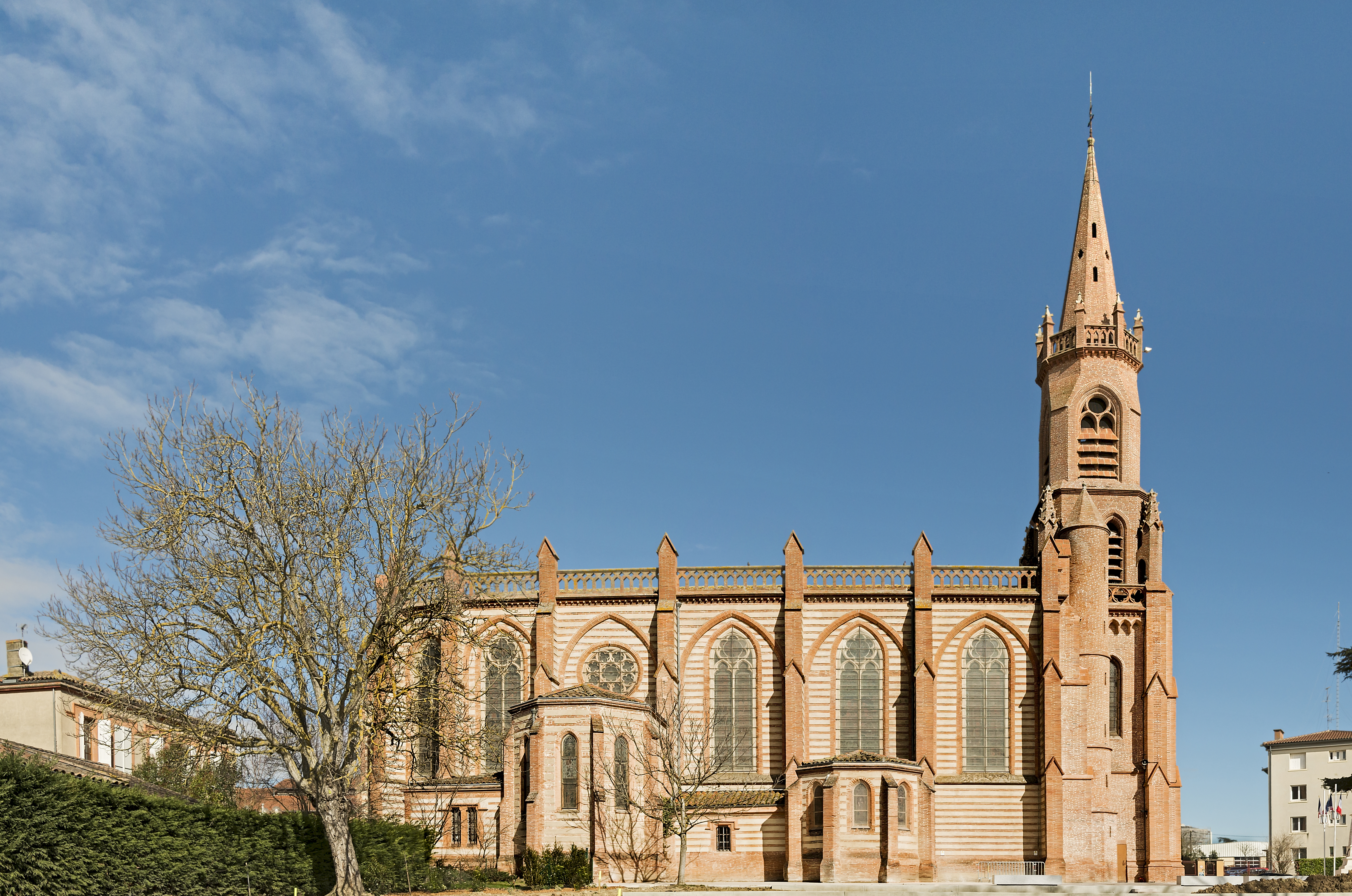
教堂
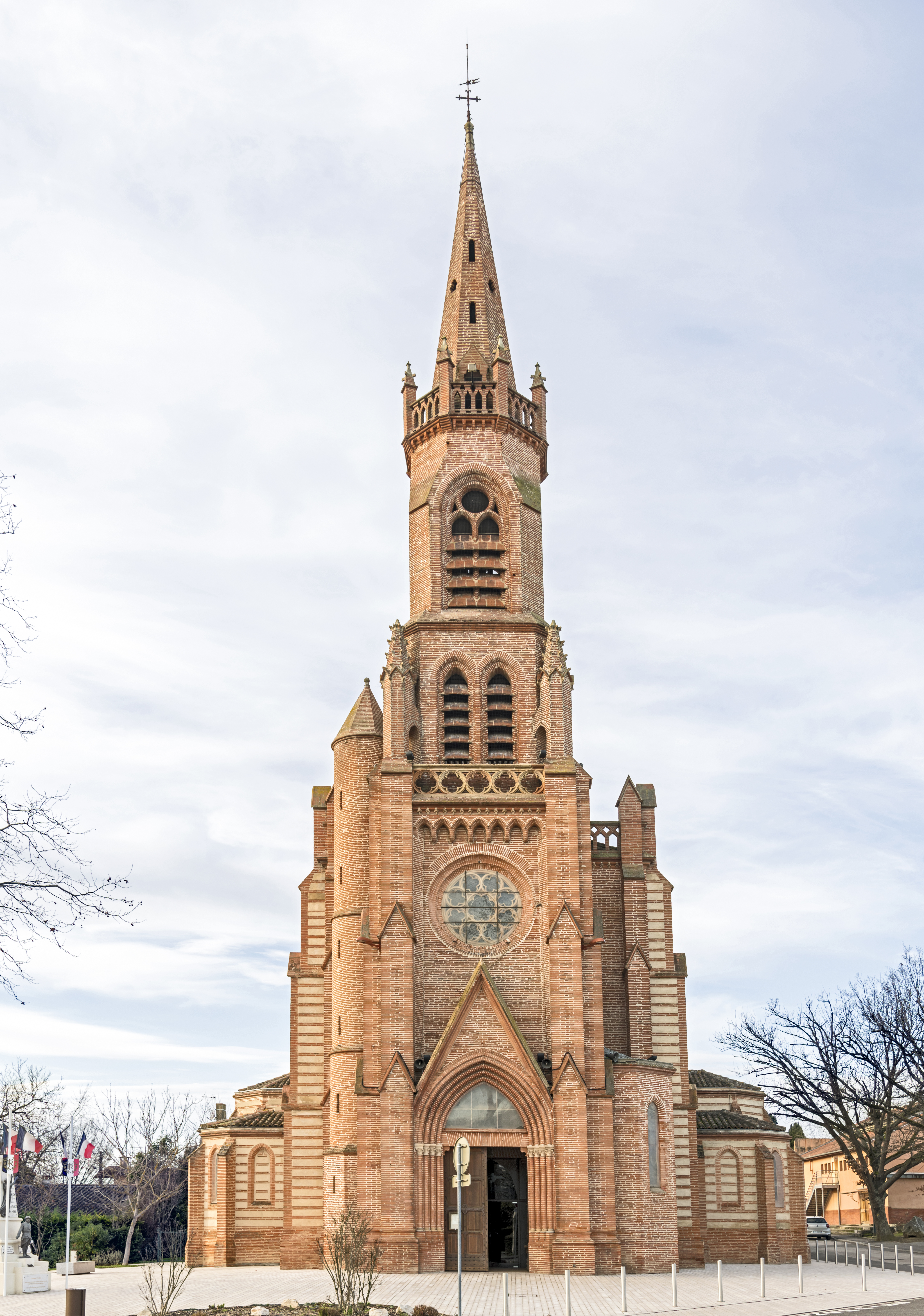
鐘樓
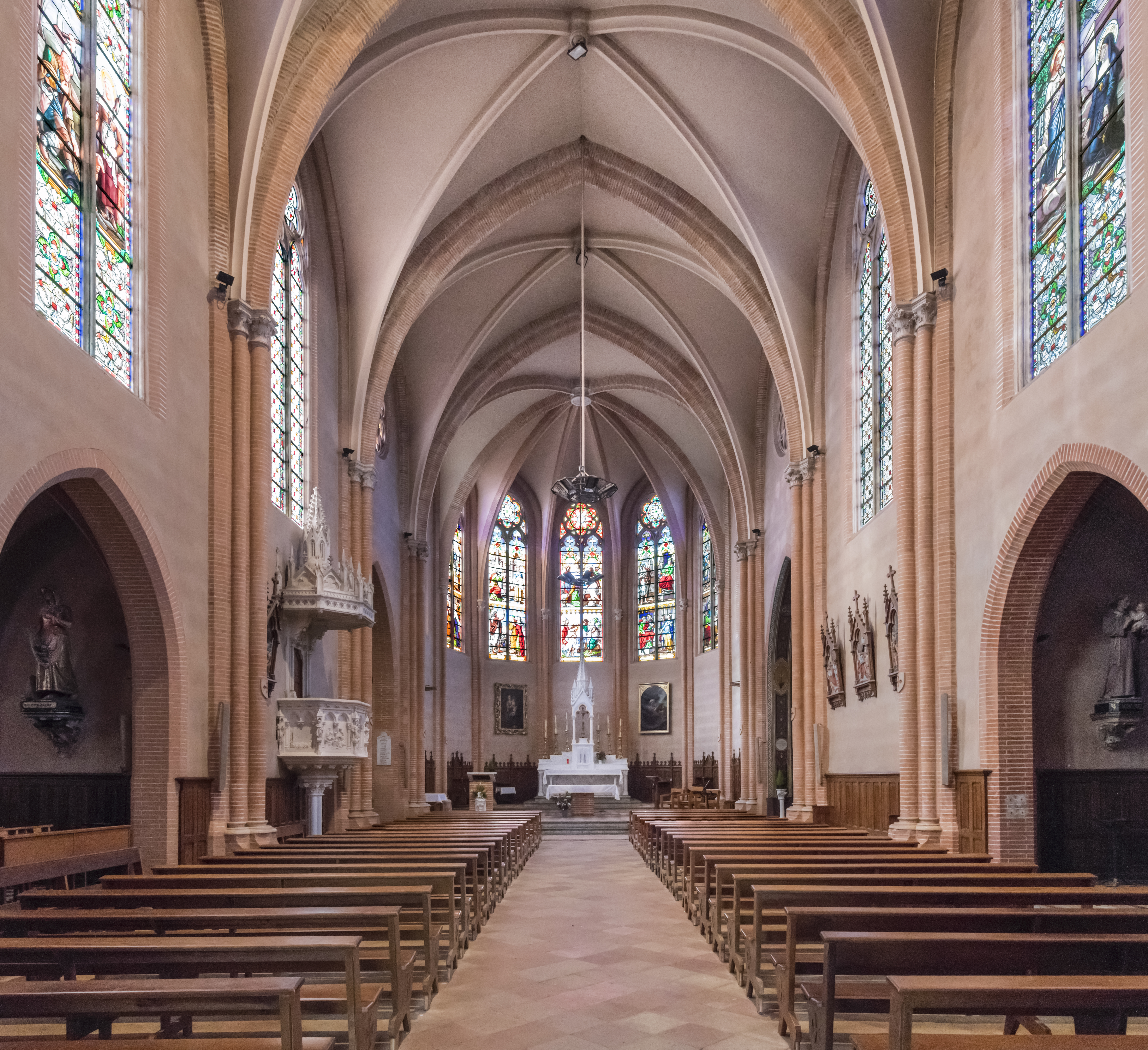
教堂內部
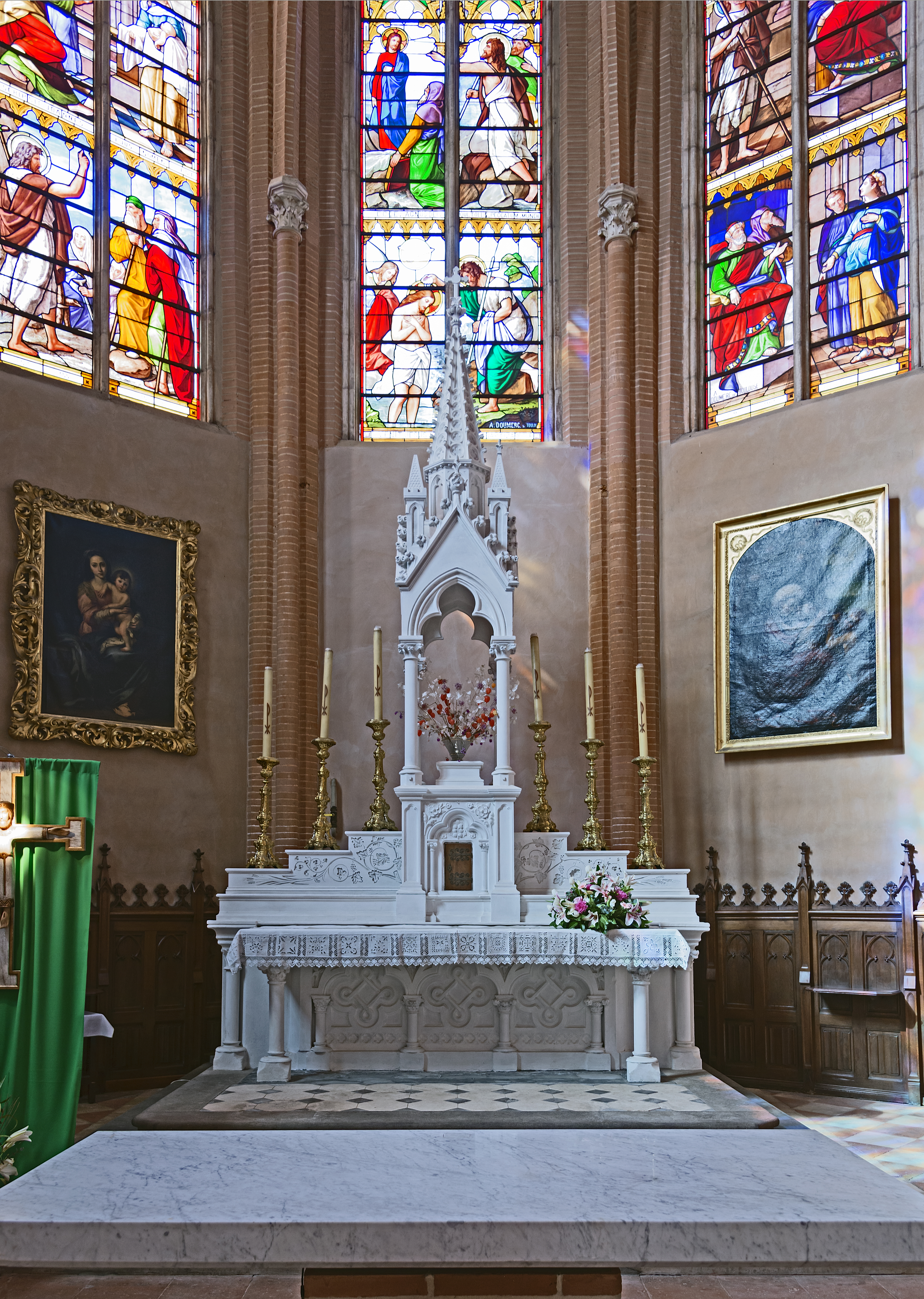
教堂祭壇